# Бургільйос
Бургільйос (ісп. Burguillos) — муніципалітет в Іспанії, у складі автономної спільноти Андалусія, у провінції Севілья. Населення — 6120 осіб (2010).
Муніципалітет розташований на відстані близько 370 км на південний захід від Мадрида, 21 км на північ від Севільї.
На території муніципалітету розташовані такі населені пункти: (дані про населення за 2010 рік)
- Бургільйос: 6120 осіб
- Мудапелос: 0 осіб

## Демографія
Динаміка населення (INE ):

## Галерея зображень

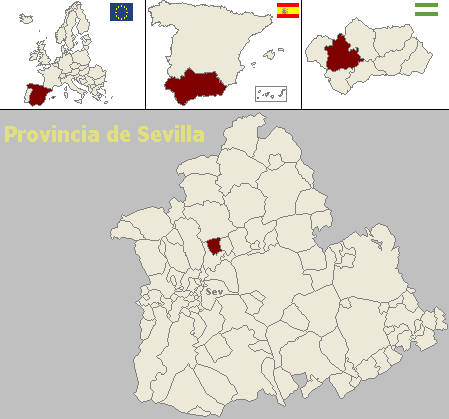
Розташування муніципалітету Бургільйос у провінції Севілья
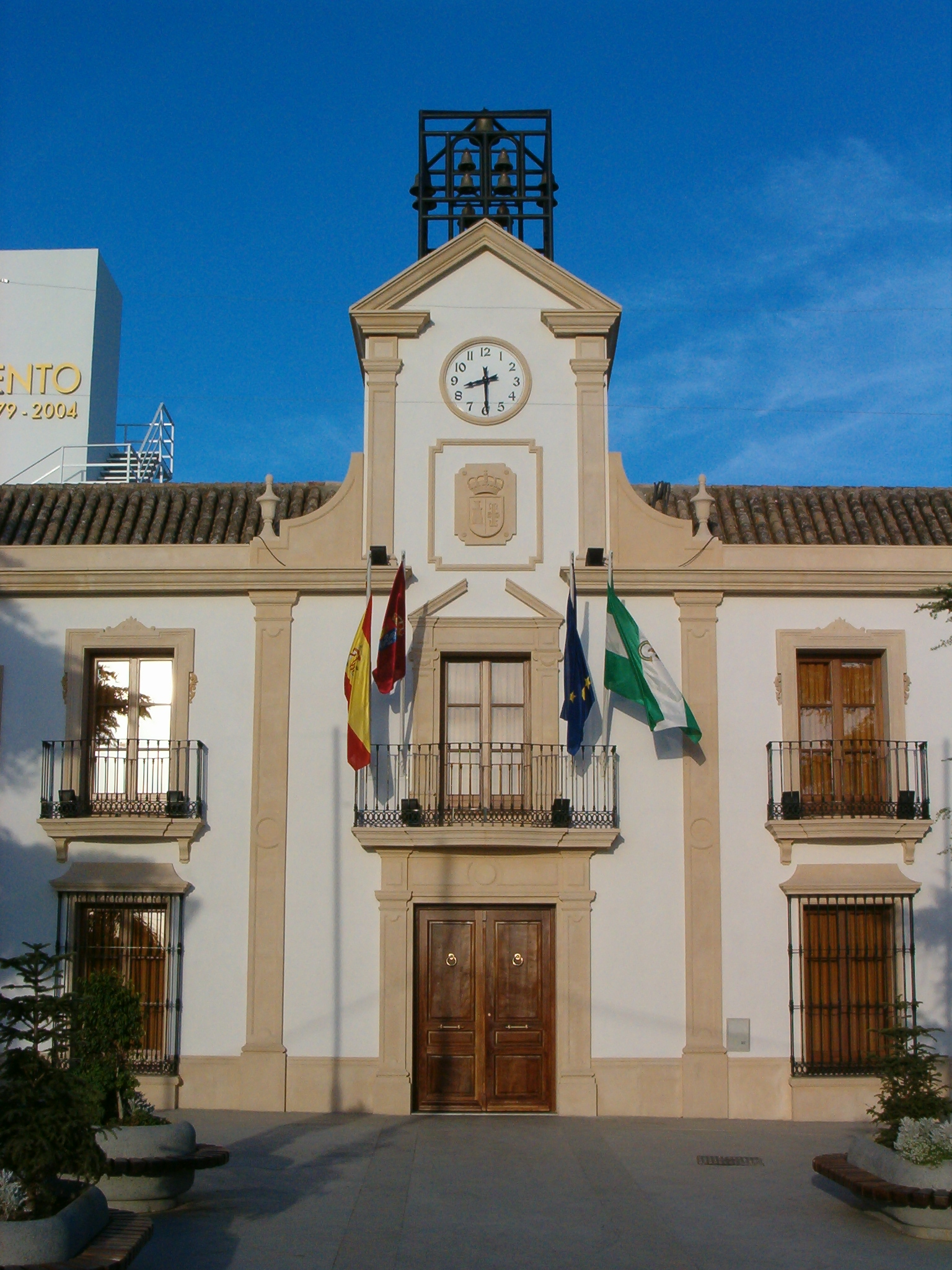
Муніципальна рада